# ارتوفیوس

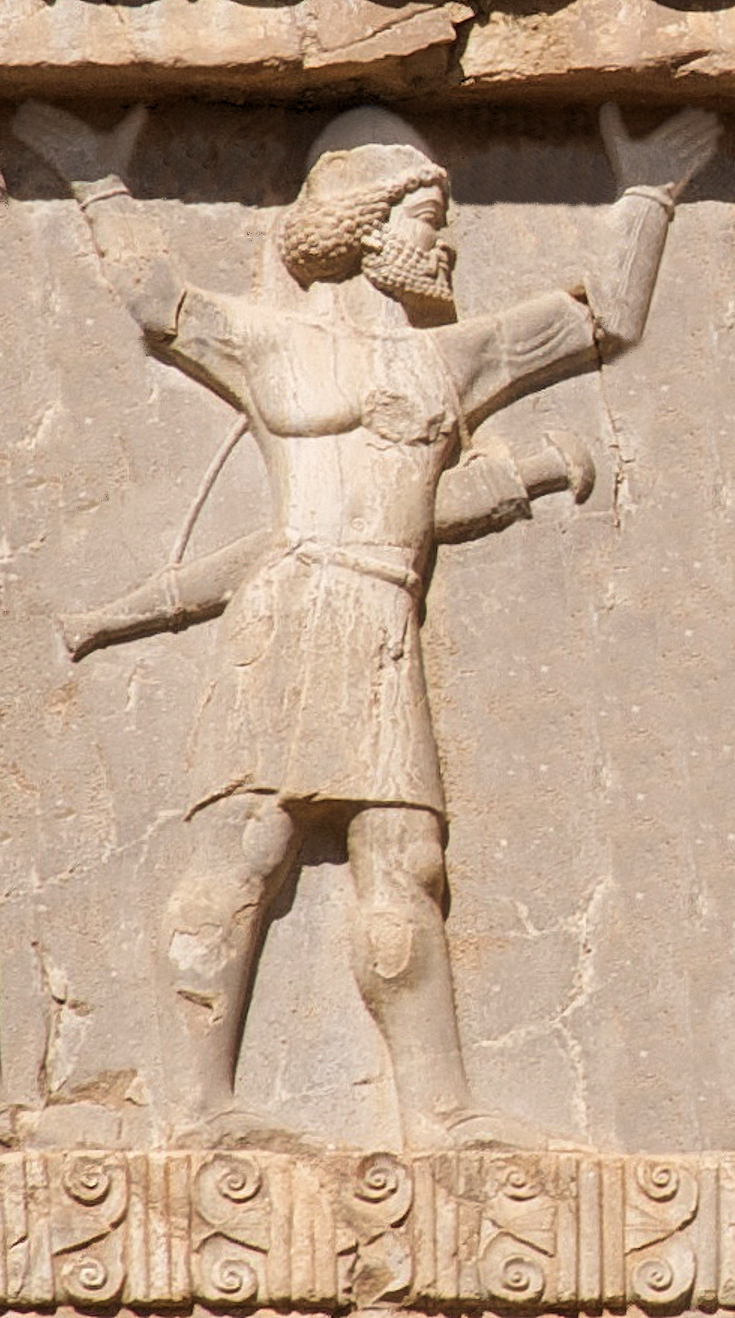
سربازان گاندران (در اینجا بر روی آرامگاه خشایارشا به تصویر کشیده شده‌اند) در زمان حمله دوم پارسیان به یونان (۴۸۰–۴۷۹ قبل از میلاد) تحت فرماندهی ارتوفیوس بودند.

ارتوفیوس (به پارسی قدیم: Ardufya) در دومین تهاجم ایرانیان به یونان (۴۸۰–۴۷۹ ق. م) یکی از سرداران ارتش هخامنشی بود. او پسر اردوان، نوه ویشتاسپ و بنابراین برادرزاده داریوش بزرگ و پسر عموی درجه یک خشایارشا بوده‌است.
ارتوفیوس یک برادر به نام تریتانتاخمس داشت، که او نیز یک ژنرال در ارتش خشایارشا بود.